# Bureau des affaires taïwanaises
Le Bureau des affaires taïwanaises (en chinois simplifié: 国务院台湾事务办公室, traditionnel: 國務院台灣事務辦公室, généralement abrégé en chinois traditionnel : 國臺辦) est une agence administrative découlant du Conseil d'État de la république populaire de Chine.[pas clair] Sa responsabilité essentielle est mettre en pratique les directives et les politiques liées à Taïwan, telles que définies par le Comité central du parti communiste chinois et le bureau lui-même.
En accord avec l'autorisation du Conseil d'État[pas clair], le bureau prépare au besoin des négociations ou des rencontres avec ce que le gouvernement chinois appelle les « Autorités de Taïwan », c'est-à-dire le gouvernement de la république de Chine et des organisations en découlant[pas clair]. L'agence administre et coordonne, du côté chinois, les communications, le transport en général et les échanges commerciaux entre la Chine et Taïwan à travers le détroit de Formose. Il régule également l'information en Chine continentale au sujet de Taïwan, fait des déclarations officielles et prend en charge des incidents liés à Taïwan. Le bureau fonctionne en communication avec le Conseil des affaires continentales de Taïwan (en) qui est l'intermédiaire officiel équivalent du côté de la République de Chine (Taïwan).
| Liste de directeurs | Liste de directeurs |
| ------------------- | ------------------- |
| Nom                 | Période             |
| Ding Guangen        | (1988–1990)         |
| Wang Zhaoguo        | (1990–1996)         |
| Chen Yunlin         | (1997–2008)         |
| Wang Yi             | (2008–2013)         |
| Zhang Zhijun        | (2013–2018)         |
| Liu Jieyi           | (2018-2022)         |
| Song Tao            | (2022-)             |